# Le Puy-Notre-Dame
Le Puy-Notre-Dame ist eine französische Gemeinde mit 1089 Einwohnern (Stand 1. Januar 2022) im Département Maine-et-Loire in der Region Pays de la Loire. Der Name ist wahrscheinlich aus dem lateinischen Wort podium abgeleitet, was so viel wie 'Erhebung' oder 'Hügel' bedeutet. Während der Französischen Revolution wurde der Ort umbenannt und erhielt den Namen Puy-la-Montagne.

## Lage
Le Puy-Notre-Dame liegt unweit der Grenze zum Département Deux-Sèvres, welches schon zur Region Nouvelle-Aquitaine gehört und unweit des Flusses Thouet, eines südlichen Nebenflusses der Loire, und ist von der etwa 23 Kilometer südwestlich gelegenen Stadt Saumur entfernt.

## Bevölkerungsentwicklung
| Jahr      | 1968 | 1975 | 1982 | 1990 | 1999 | 2006 | 2018 |
| Einwohner | 1639 | 1500 | 1472 | 1322 | 1236 | 1302 | 1188 |

## Wirtschaft
In der Gegend wurde schon seit gallorömischer Zeit (5./6. Jahrhundert) und natürlich im Mittelalter Weinbau betrieben, doch Ende des 19. Jahrhunderts vernichtete eine aus Amerika eingeschleppte Reblausplage (Phylloxera) nahezu alle Reben in Europa. Erst durch das Pfropfen europäischer Rebsorten auf resistente amerikanische Wurzelstöcke konnte die Plage eingedämmt werden.
Auch heutzutage ist das Wirtschaftsleben des Ortes in hohem Maße vom Weinbau geprägt: es werden Loire-Weißweine und Rotweine produziert. Für die Rotweine aus Le Puy gibt es seit dem Jahr 2006 die eigene Appellation Saumur Puy-Notre-Dame. Die vergleichsweise leichten Rotweine von der Loire werden – auch in Restaurants – zumeist gekühlt serviert.
Des Weiteren spielt die Zucht von Champignons eine große Rolle im Wirtschaftsleben der Gemeinde. Der Untergrund von Le Puy ist mit einer Vielzahl von Gängen und Kammern durchlöchert, in denen bis ins 19. Jahrhundert Tuffsteine zum Bau der Häuser und Kirchen gebrochen wurden. In diesem von Menschenhand geschaffenen künstlichen Höhlensystem herrscht eine konstante Temperatur von 12 °C – ideal für die Zucht von Pilzen.

## Geschichte
Bereits im 11. Jahrhundert gab es hier eine romanische Kirche, die der Jungfrau Maria geweiht war (ecclesia beatae Mariae de Podio). Durch eine Reliquienstiftung Wilhelms IX., Herzog von Aquitanien, der vom 1. Kreuzzug zurückgekehrt war, erhielt die Kirche einen – aus Seide und Leinen gefertigten – 'Gürtel Mariens'. Dieses etwa 1,50 Meter lange Band erfuhr in der Folgezeit eine große Verehrung – ihm wurde nachgesagt, dass es bei Geburtsschmerzen helfe und die Geburt von männlichen Nachfolgern begünstige. So kamen denn auch die französischen Könige Ludwig IX. und Ludwig XI. sowie Anne de Bretagne und Anna von Österreich und erbaten Hilfe bei der Geburt ihrer Söhne.
Im Jahre 1478 wurde auf Anweisung Ludwigs XI. ein Kapitel aus Chorherren installiert, das sich um alle Belange der Kirche, der Reliquien und der Pilger zu kümmern hatte. Dadurch wurde die Wallfahrtskirche von Le Puy zu einer Kollegiatkirche.
Während des Hundertjährigen Krieges (1337–1453) wurde die Stadt mit einer Mauer umgeben; in den Hugenottenkriegen (1562–1598) wurden die Stadtmauern geschleift – die Kirche blieb jedoch unversehrt.

Sehenswürdigkeiten
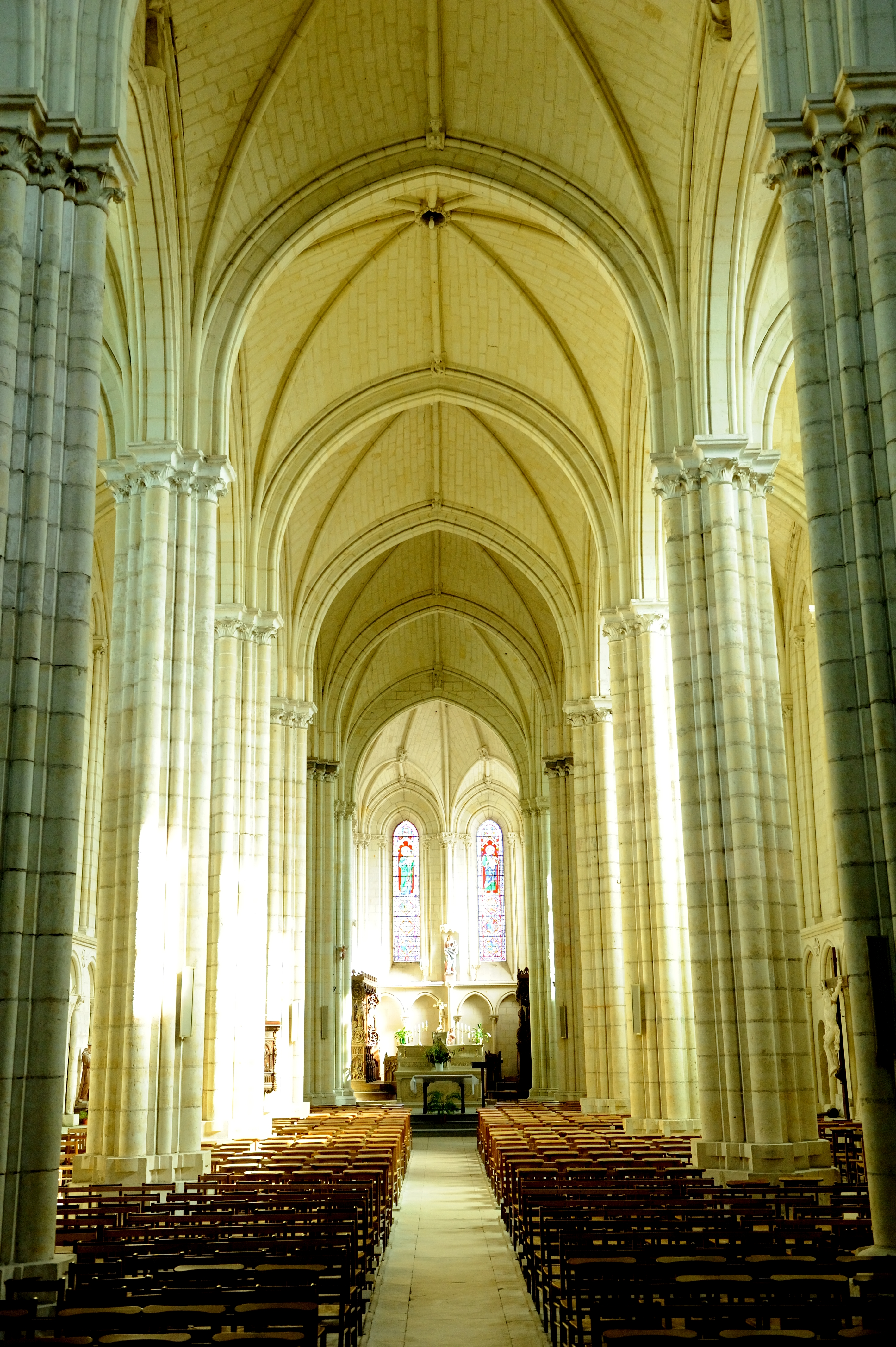
Mittelschiff mit Anjou-Gewölbe
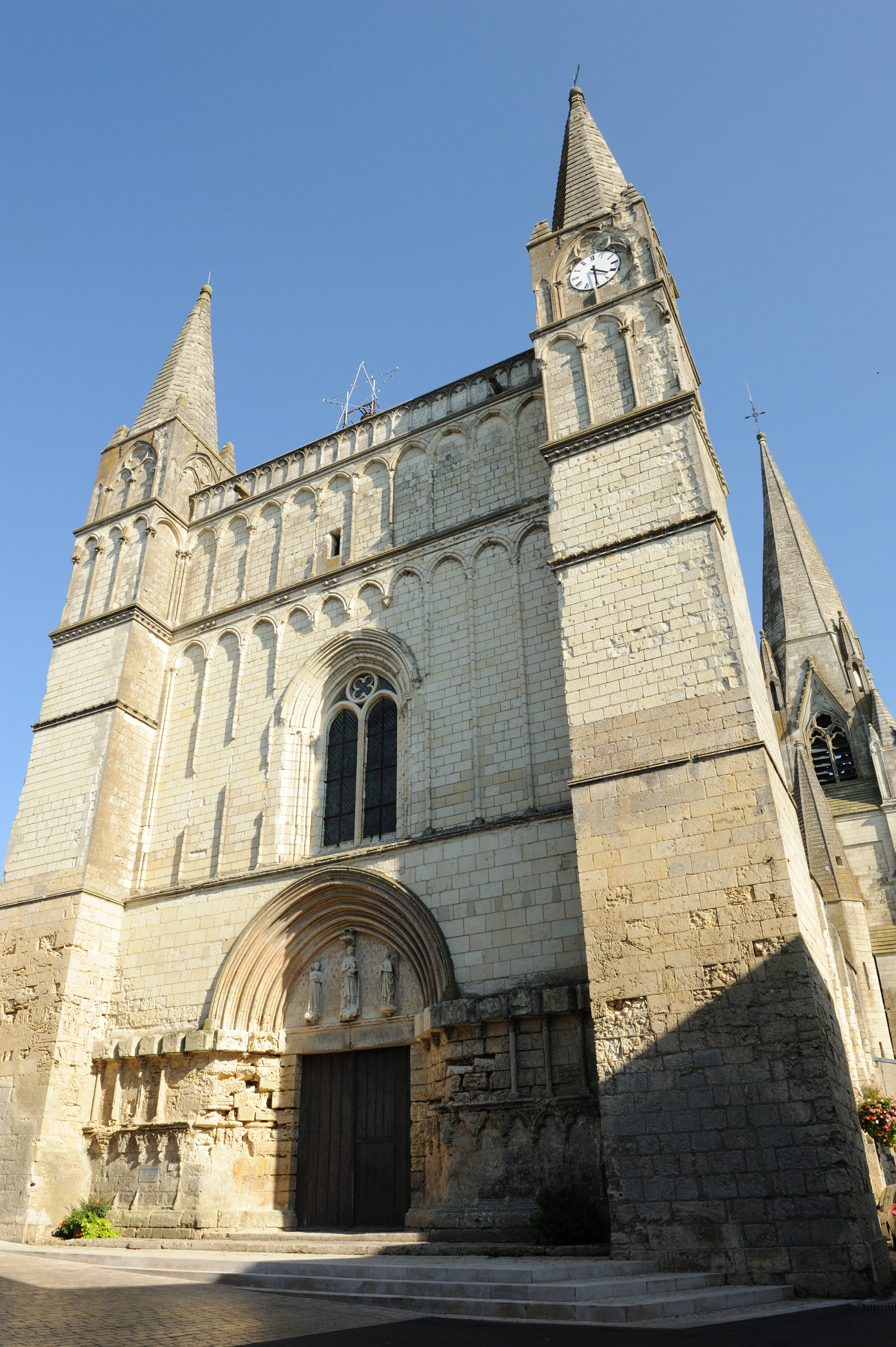
Notre-Dame – Westfassade
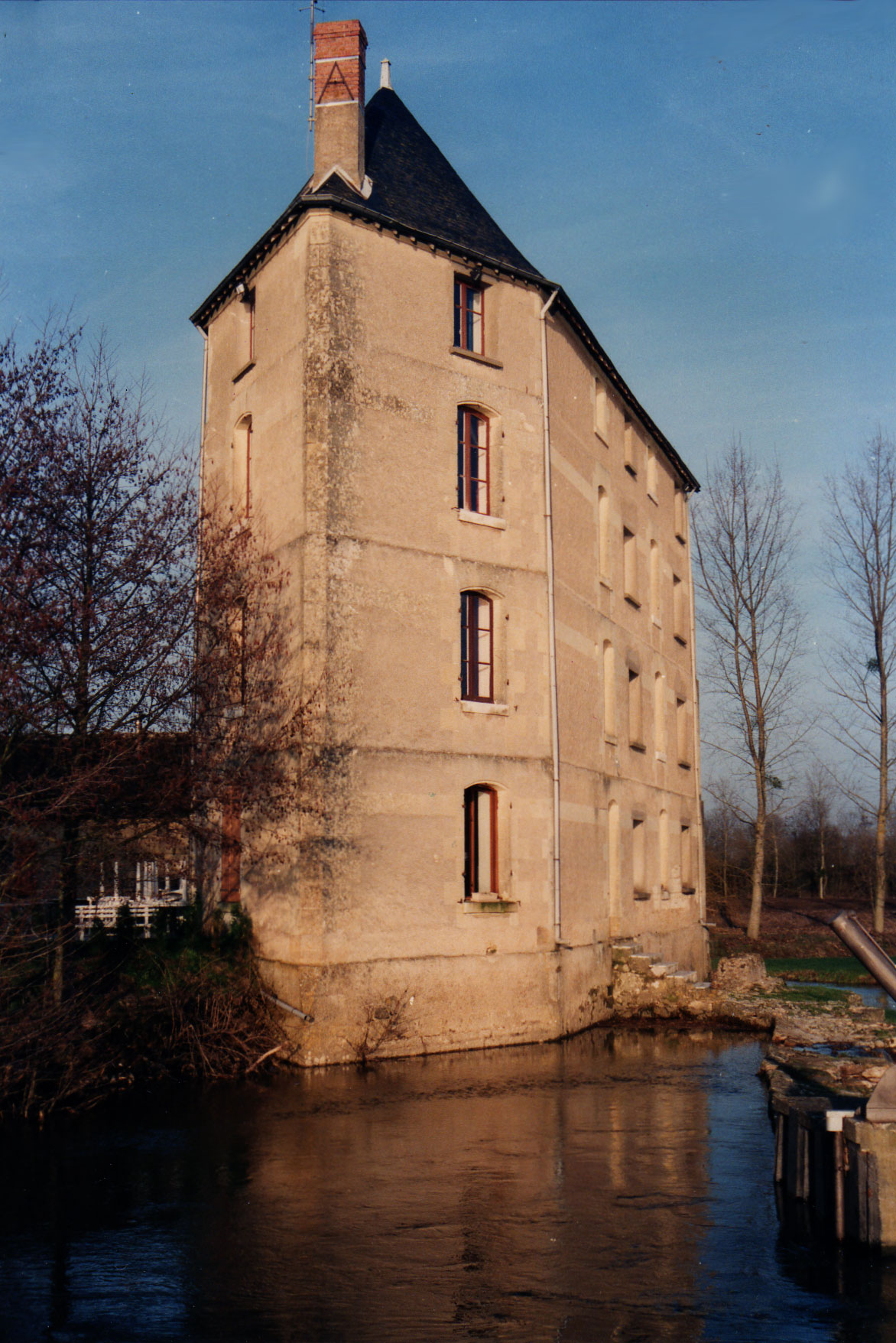
Wassermühle – Moulin de Couché

- Kirche Notre-Dame: In der 2. Hälfte des 12. Jahrhunderts begann Eleonore von Aquitanien, die Enkelin Wilhelms IX., mit dem Bau einer neuen und größeren Kirche. Deren Westfassade mit ihren vielen Blendarkaden und den seitlichen Turmaufsätzen erinnert ein wenig an die Kathedrale von Poitiers, der Geburtsstadt Eleonores. Im Inneren ist die Kirche dreischiffig, hat elegante Bündelpfeiler und zeigt Mittelschiffsgewölbe im angevinischen Stil – diese sogenannten 'Anjou-Gewölbe' unterscheiden sich von den üblichen gotischen Rippengewölben dadurch, dass Scheitelrippen existieren, die jedoch nicht in gleichbleibender Höhe durchlaufen; die einzelnen Joche des Langhauses sind vielmehr durch tiefer liegende Gurtbögen getrennt und bilden so ein höchst eigentümliches Zwischending zwischen einem Gewölbe und einer Kuppel aus. Die beiden Seitenschiffe sind annähernd gleich hoch wie das Mittelschiff; ihre Joche haben aber nur ein normales vierteiliges Gewölbe ohne Scheitelrippen und Gurtbögen. Der gerade Chorschluss hat anstelle eines zentralen Fensters gleich zwei nebeneinander gestellte. Kapitelle und Schlusssteine der Kirche sind reich mit Figuren, Tieren und vegetabilischen Ornamenten geschmückt, doch man benötigt ein Fernglas um alle Details zu erkennen. Im Chorbereich ist noch ein schönes Gestühl erhalten; eine Szene in den Miserikordien zeigt einen 'Edelherren', der gleich aus dem Fass trinkt, anstatt zu warten, bis dass ihm der Wein im Becher kredenzt wird.

- Die Moulin de Couché ist eine viergeschossige Wassermühle aus dem 19. Jahrhundert. Um das Wasser des Baches besser abzuleiten, ist der Bau auf einer Seite angespitzt, was ihm das Aussehen eines Schiffsbugs verleiht.
- In der Stadt steht ein schönes Gebäude eines ehemaligen Franziskanerkonvents (couvent des cordeliers) aus dem 16. Jahrhundert.
- Die Friedhofskapelle (Chapelle St-Sauveur) stammt aus dem 15. Jahrhundert und hat einen kleinen Glockengiebel.
- Als Station auf einer Parallelstrecke des Pilgerwegs nach Santiago de Compostela (Via Turonensis) hat der Ort auch einige Häuser mit Jakobsmuscheln an den Fassaden.